# Smysl lásky
Smysl lásky (orig. Смысл любви) je spis Vladimira Solovjova, napsaný mezi lety 1892–1894. Před dílem Smysl lásky Solovjov sepsal kratší studii Krása v přírodě, která jeho pohled na krásu lásky začleňuje do širšího smyslu evolučního vývoje v přírody.

## Obsah díla
V tomto díle vyjádřil ruský filozof své názory na pohlavní styk a kritizoval tehdy převládající teorii, která považovala sexuální lásku za pouhý nástroj pro reprodukci druhu. Lidskou lásku vede vyšší síla a její význam překračuje plození dětí. Solovjov, stejně jako jeho předchůdce N. F. Fjodorov, vidí ve stálém plození smrtelnost a nakaženost hříchem. Netačí proto zdůvodňovat pohlavní život, musí se rozvíjet jeho plný dynamismus v dějinách spásy, které postupují od hmoty k Duchu. Cesta k „Bohočlověku“ je tak cestou takové „vyšší lásky“, jejímž prostřednictvím dojde ke spojení božského s lidským, tj. spojení mužského a ženského duchovního a tělesného principu v jediný celek. Ve vztahu mezi mužem a ženou viděl Solovjov vztah dvou nedokonalých potencí a domníval se, že je opravdová láska procesem integrace lidské bytosti a obnovení Božího obrazu v ní. Solovjov také poukazuje na to, že vztah muže a ženy má být analogický vztahu Krista a Církve: muž v ženě nalézá „materiál“ pro svou tvůrčí činnost, stejně jako Kristus vybudovává církev z materiálu již oduševnělého.

## Přijetí a kritika
Nikolaj Berďajev vysoce oceňoval toto Solovjovovo dílo:
—  Nikolaj Berďajev: Ruská idea : základní otázky ruského myšlení 19. a počátku 20. století. 
Olivier Clément prohlásil, že tajemství lásky mezi mužem a ženou byl Církví přehlížen a Solovjov byl první, kdo se touto tematikou začal zabývat. Křesťanská etika obhajovala posvátnost manželství z pohledu rozmnožování a plodnosti manželské dvojice. Je něco prorockého v tom, že křesťanský myslitel měl odvahu tvrdit a napsat, že pohlavní láska má smysl mimo tento požadavek trvání lidského druhu.
Solovjovova teorie lásky však byla příčinou ostrých kritik dokonce ze strany jeho spolupracovníků a pokračovatelů. Vytýkání slabin a chyb této teorie přináší kniha Jevgenije Trubeckého Světonázor Vl. S. Solovjova. Sergej a Jevgenij Trubečtí považovali Solovjovovy myšlenky o lásce za snižování křesťanské ideje rodiny.  Sergej Nikolajevič Bulgakov charakterizoval Solovjovovo učení o lásce jako „bojovné donchuánství a duchovní hetérismus“ (rusky воинствующее донжуанство и духовный «гетеризм»).
Alexej Losev se domníval, že interpretace Solovjovovy teorie lásky ve jmenované knize Jevgenije Trubeckého není zcela správná. Kvůli zlehčování této teorie vzbuzovalo Trubeckého dílo u některých Solovjovových příznivců rozpaky.

## Česká vydání
- SOLOVJOV, Vladimir, z ruštiny přeložila Zdeňka Vychodilová, 2000. Smysl lásky. In: TENACE, Michelina. Úvod do myšlení Vladimíra Solovjova. Velehrad: Refugium Velehrad-Roma. Kniha vychází v rámci výzkumného záměru „Jednotná Evropa a křesťanství“ a ve spolupráci s Centrem Aletti v Olomouci. ISBN 80-86045-55-2. S. 169–239.